# ورقه‌شدن (زمین‌شناسی)

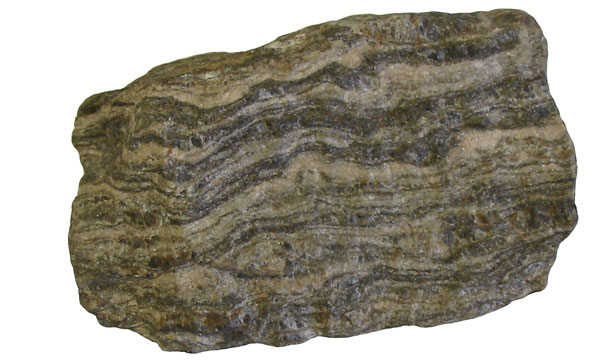
گنیس، سنگ دگرگونی ورقه‌ای

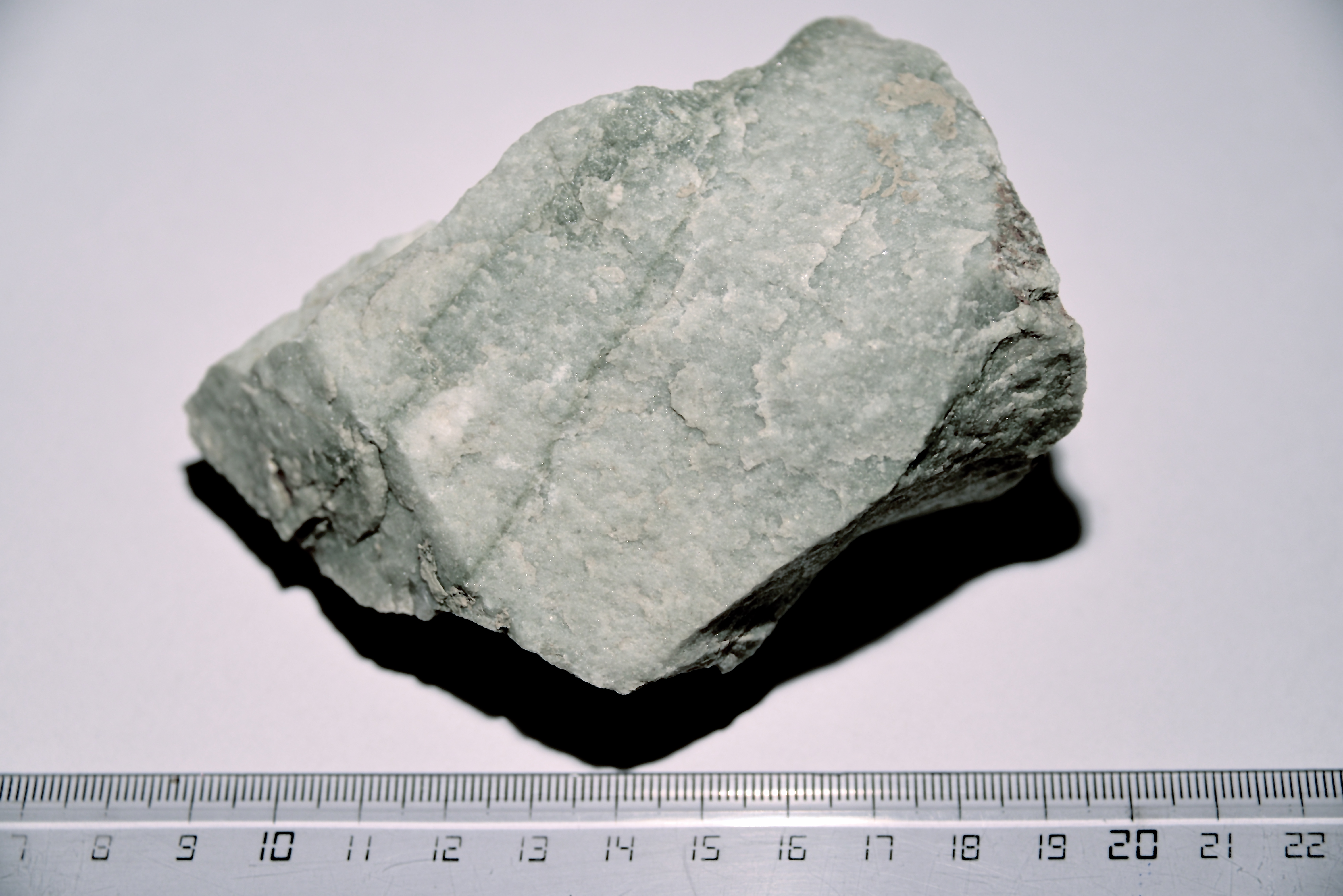
کوارتزیت، یک سنگ دگرگونی بدون ورقه

برگ‌وارگی یا ورقه‌شدن (به انگلیسی: Foliation) در زمین‌شناسی به لایه‌بندی مکرر در سنگ‌های دگرگونی گفته می‌شود. هر لایه می‌تواند به نازکی یک ورق کاغذ یا بیش از یک متر ضخامت داشته باشد. این کلمه از واژهٔ لاتین folium گرفته شده‌است، به معنی «برگ» است و به ساختار مسطح ورق‌مانند اشاره دارد. ناشی از نیروهای برشی (فشارهایی که بخش‌های مختلف سنگ را به جهات مختلف فشار می‌دهند)، یا فشار دیفرانسیل (فشار بالاتر از یک جهت نسبت به جهت‌های دیگر) ایجاد می‌شود. لایه‌های موازی با جهت برش یا عمود بر جهت فشار بالاتر تشکیل می‌شوند. سنگ‌های دگرگونی بدون برگ معمولاً در غیاب فشار تفاضلی یا برش قابل توجه تشکیل می‌شوند. ورقه شدن در سنگ‌های متأثر از فشردگی دگرگونی منطقه‌ای در مناطق تشکیل کمربند کوهستانی (کمربندهای کوه‌زایی) رایج است.
ورقه شدن معمولاً با جهت‌گیری ترجیحی کانی‌ها در یک سنگ تشکیل می‌شود.

## ملاحظات مهندسی
در مهندسی ژئوتکنیک، صفحه ورقه‌ای ممکن است یک ناپیوستگی ایجاد کند که ممکن است تأثیر زیادی بر رفتار مکانیکی (استحکام، تغییر شکل، و غیره) توده‌های سنگی، به عنوان مثال، تونل، پی، یا ساخت‌وساز شیب داشته باشد.